# Ribeira de Nisa
Ribeira de Nisa és una freguesia portuguesa del concelho de Portalegre, amb 1.700 habitants (2002) i 17,03 km² d'àrea. Té una densitat de població de 86,6 hab/km².